# Гибсон, Колин
Ко́лин Джон Ги́бсон (англ. Colin John Gibson; 6 апреля 1960, Бридпорт, графство Дорсет) — английский футболист. Был левым крайним защитником атакующего типа, также мог сыграть в полузащите. Провёл более 200 матчей за бирмингемский клуб «Астон Вилла», в составе которого стал чемпионом Англии, обладателем Кубка европейских чемпионов и Суперкубка УЕФА. В дальнейшем играл за «Манчестер Юнайтед», «Порт Вейл» (на правах аренды), «Лестер Сити», «Блэкпул» и «Уолсолл».

## Клубная карьера
Уроженец Бридпорта, Дорсет, Гибсон играл в футбольные за школьные команды Портсмута, а в июле 1976 года присоединился к молодёжной академии бирмингемкого клуба «Астон Вилла». Помог команде дойти до финала Молодёжного кубка Англии в 1978 году (в котором «Вилла» проиграла лондонскому «Кристал Пэлас»). 26 июля 1978 года подписал свой первый профессиональный контракт. 18 ноября 1978 года дебютировал за «Астон Виллу» в матче против «Бристоль Сити». В сезоне 1980/81 провёл 21 матч в лиге и помог «Вилле» стать чемпионом Первого дивизиона. 22 августа 1981 года сыграл на «Уэмбли» в Суперкубке Англии, в котором «Вилла» сыграла вничью 2:2 с лондонским «Тоттенхэм Хотспур». В сезоне 1981/82 помог «Астон Вилле» выиграть Кубок европейских чемпионов, сыграв в матчах против исландского «Валюра» в первом раунде и германского «Динамо Берлин» во втором раунде, но пропустил четвертьфинал, полуфинал и финал. В финале против «Баварии» Гибсон провёл матч на скамейке запасных. После победы «Виллы» Гибсон вместе с Гордоном Кауансом взяли победный кубок с собой в паб для празднования с болельщиками. В какой-то момент кубок украли, однако его удалось быстро найти благодаря местной полиции.
В 1982 году Гибсон сыграл в обоих матчах Суперкубка Европы против «Барселоны», в котором английский клуб одержал итоговую победу. В сезоне 1982/83 команда Тони Бартона дошла до четвертьфинала Кубка европейских чемпионов, в котором проиграла «Ювентусу», а чемпионат завершила на 6-м месте. Два последующих сезона «Вилла» завершила на 10-м месте.
27 ноября 1985 года Гибсон перешёл в «Манчестер Юнайтед» за 275 000 фунтов. Дебютировал за клуб 30 ноября 1985 года в матче Первого дивизиона против «Уотфорда». 1 января 1986 года забил свой первый гол за «красных дьяволов», который принёс «Юнайтед» победу над «Бирмингем Сити» со счётом 1:0. Всего в сезоне 1985/86 провёл 22 матча и забил 5 мячей (включая голы в дерби с «Ливерпулем» и «Манчестер Сити»). В сезоне 1986/87 Рон Аткинсон был уволен, а новым главным тренером «Юнайтед» стал Алекс Фергюсон. В том сезоне Гибсон провёл за команду 26 матчей и забил 1 мяч. В сезоне 1987/88 Гибсон провёл за команду 29 матчей в чемпионате, в котором «Юнайтед» занял почётное второе место. В последующие два сезона редко попадал в основной состав из-за травм, а также конкуренции со стороны Ли Мартина. За весь сезон 1988/89 провёл в команде только 3 матча. В сезоне 1989/90 провёл за команду 8 матчей и забил 1 мяч (24 марта 1990 года в игре против «Саутгемптона»).
В сентябре 1990 года отправился в аренду в клуб Второго дивизиона «Порт Вейл», забив в своём дебютном матче против «Халл Сити» 29 сентября. Провёл за команду 6 матчей и забил 2 мяча, после чего вернулся в «Манчестер Юнайтед». Уже в декабре окончательно покинул «Юнайтед», перейдя в «Лестер Сити» за 100 000 фунтов. Всего провёл за «Манчестер Юнайтед» 95 матчей и забил 9 мячей.
В сезоне 1990/91 помог «Лестеру» избежать вылета в Третий дивизион, сыграв в 18 матчах чемпионата и забив 1 мяч. В следующем сезоне помог «лисам» занять 4-е место во Втором дивизионе. В полуфинале плей-офф за выход в Премьер-лигу «Лестер» обыграл «Кембридж Юнайтед», но в финале уступил «Блэкберну» . В сезоне 1992/93 уже в Первом дивизионе (ставшим вторым по значимости дивизионом в системе футбольных лиг Англии после образования Премьер-лиги) «Лестер» занял 6-е место, вновь сыграл в плей-офф за право выхода в Премьер-лигу и вновь проиграл в финале (на этот раз клубу «Суиндон Таун». В сезоне 1993/94 «Лестер Сити» занял 4-е место и в третий раз подряд вышел в финал плей-офф за выход в Премьер-лигу, на этот раз одержав победу над «Дерби Каунти» (Гибсон провёл весь матч в роли центрального полузащитника).
Несмотря на выход «Лестера» в Премьер-лигу, Гибсону не было суждено сыграть в этом турнире, так как перед началом сезона 1994/95 он перешёл в «Блэкпул». Он провёл только две игры за команду Сэма Эллардайса в начале сезона, но уже по ходу сезона покинул «Блумфилд Роуд» и перешёл в «Уолсолл». В «Уолсолле» провёл 33 матча в Третьем дивизионе и помог команде Криса Николла занять 2-е место и выйти во Второй дивизион. По окончании сезона завершил профессиональную карьеру.

## Карьера в сборной
8 сентября 1981 года Гибсон единственный раз сыграл за сборную Англии до 21 года — против сборной Норвегии до 21 года (матч завершился вничью 0:0). Также однажды сыграл за вторую сборную Англии (Англию B): это произошло 13 ноября 1994 года в матче против Новой Зеландии на стадионе «Сити Граунд».

## Статистика выступлений
| Клуб               | Сезон            | Дивизион         | Лига | Лига | Кубок | Кубок | Прочие | Прочие | Итого | Итого |
| Клуб               | Сезон            | Дивизион         | Игры | Голы | Игры  | Голы  | Игры   | Голы   | Игры  | Голы  |
| ------------------ | ---------------- | ---------------- | ---- | ---- | ----- | ----- | ------ | ------ | ----- | ----- |
| Астон Вилла        | 1978/79          | Первый дивизион  | 12   | 0    | 0     | 0     | 0      | 0      | 12    | 0     |
| Астон Вилла        | 1979/80          | Первый дивизион  | 31   | 2    | 6     | 0     | 3      | 0      | 40    | 2     |
| Астон Вилла        | 1980/81          | Первый дивизион  | 21   | 0    | 0     | 0     | 3      | 0      | 24    | 0     |
| Астон Вилла        | 1981/82          | Первый дивизион  | 23   | 0    | 2     | 0     | 11     | 0      | 36    | 0     |
| Астон Вилла        | 1982/83          | Первый дивизион  | 23   | 1    | 3     | 1     | 7      | 0      | 33    | 2     |
| Астон Вилла        | 1983/84          | Первый дивизион  | 28   | 1    | 0     | 0     | 11     | 4      | 39    | 5     |
| Астон Вилла        | 1984/85          | Первый дивизион  | 40   | 4    | 1     | 0     | 3      | 2      | 44    | 6     |
| Астон Вилла        | 1985/86          | Первый дивизион  | 7    | 2    | 0     | 0     | 3      | 0      | 10    | 2     |
| Астон Вилла        | Итого            | Итого            | 185  | 10   | 12    | 1     | 41     | 6      | 238   | 17    |
| Манчестер Юнайтед  | 1985/86          | Первый дивизион  | 18   | 5    | 4     | 0     | 2      | 1      | 24    | 6     |
| Манчестер Юнайтед  | 1986/87          | Первый дивизион  | 24   | 1    | 1     | 0     | 1      | 0      | 26    | 1     |
| Манчестер Юнайтед  | 1987/88          | Первый дивизион  | 29   | 2    | 2     | 0     | 5      | 0      | 36    | 2     |
| Манчестер Юнайтед  | 1988/89          | Первый дивизион  | 2    | 0    | 0     | 0     | 1      | 0      | 3     | 0     |
| Манчестер Юнайтед  | 1989/90          | Первый дивизион  | 6    | 1    | 2     | 0     | 0      | 0      | 8     | 1     |
| Манчестер Юнайтед  | Итого            | Итого            | 79   | 9    | 9     | 0     | 9      | 1      | 97    | 10    |
| Порт Вейл (аренда) | 1990/91          | Второй дивизион  | 6    | 2    | 0     | 0     | 0      | 0      | 6     | 2     |
| Лестер Сити        | 1990/91          | Второй дивизион  | 18   | 1    | 1     | 0     | 0      | 0      | 19    | 1     |
| Лестер Сити        | 1991/92          | Второй дивизион  | 17   | 3    | 0     | 0     | 6      | 0      | 23    | 3     |
| Лестер Сити        | 1992/93          | Второй дивизион  | 9    | 0    | 1     | 0     | 2      | 0      | 12    | 0     |
| Лестер Сити        | 1993/94          | Второй дивизион  | 15   | 0    | 0     | 0     | 4      | 0      | 19    | 0     |
| Лестер Сити        | Итого            | Итого            | 59   | 4    | 2     | 0     | 12     | 0      | 73    | 4     |
| Блэкпул            | 1994/95          | Второй дивизион  | 2    | 0    | 0     | 0     | 2      | 0      | 4     | 0     |
| Уолсолл            | 1994/95          | Третий дивизион  | 33   | 0    | 5     | 0     | 2      | 1      | 40    | 1     |
| Всего за карьеру   | Всего за карьеру | Всего за карьеру | 364  | 25   | 28    | 1     | 66     | 8      | 448   | 34    |

## Достижения
Астон Вилла
- Чемпион Англии: 1980/81
- Обладатель Суперкубка Англии: 1981 (разделённый)
- Обладатель Кубок европейских чемпионов: 1981/82
- Обладатель Суперкубка Европы: 1982

 Манчестер Юнайтед
- Вице-чемпион Англии: 1987/88

 Лестер Сити
- Победитель плей-офф Первого дивизиона: 1994

 Уолсолл
- Вице-чемпион Третьего дивизиона: 1994/95